# Basmati

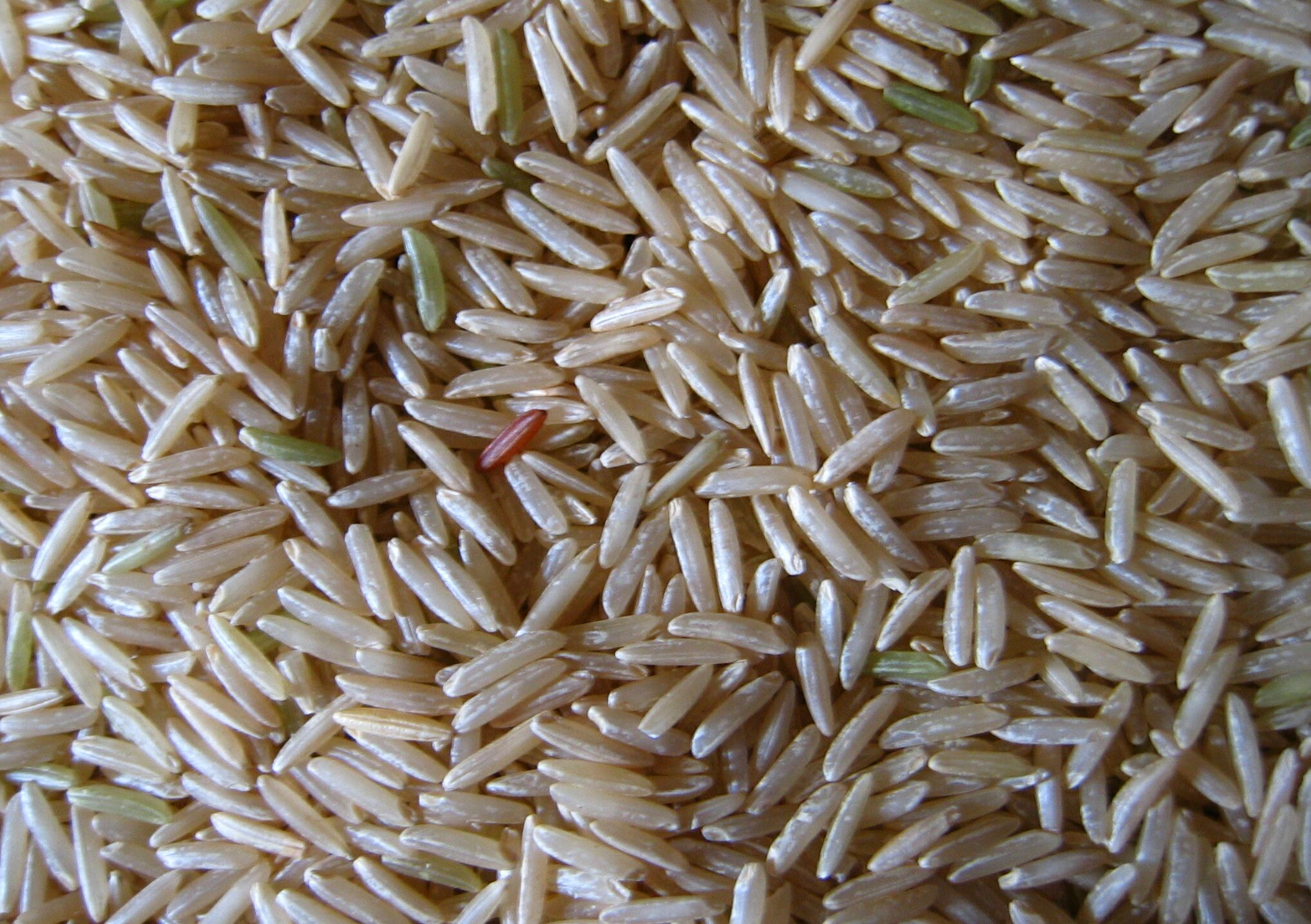
Arroz basmati integral

Basmati ou basmáti (em hindi:  बासमती, transl.: bāsmatī: 'perfumado';  em panjabi:  ਬਾਸਮਤੀ, em bengali:  বাসমতী, em tâmil:  பாஸ்மதி, em oriá:  ବାସୁମତୀ, em telugo:  బాస్మతి, em cingalês:  බාස්මතී) é uma variedade de arroz, de grão longo, de origem indiana.

## Aroma e sabor
O arroz basmati tem um típico sabor semelhante ao da folha de Pandanus amaryllifolius, causado pelo composto químico aromático 2-acetyl-1-pyrroline.Os grãos do basmati contêm cerca de 0,09 ppm desse composto aromático — quantidade 12 vezes maior do que a encontrada em outras variedades de arroz — o que dá um aroma e sabor particulares aos grãos. É muito usado para a confeção de biryani, pilaf e, às vezes, kheer.

## Variedades e propriedades
Existem diversas variedade de arroz basmati. Tradicionalmente, é usado o basmati 370, basmati 385, e basmati Ranbirsinghpura.
Cientistas do Indian Agricultural Research Institute, em Delhi, modificaram geneticamente o arroz basmati para produzir uma espécie híbrida, dotada da maioria das características boas do basmati normal (alongamento do grão, fragrância, entre outros). Esta planta híbrida chama-se Pusa Basmati-1 ou Toda, cuja cultura tem o dobro da produtividade das variedades tradicionais.
Existem também variedades não aromáticas.
De acordo com a Canadian Diabetes Association, o basmati tem índice glicémico médio (entre 56 e 69).